# Ian Foote
Ian Foote (Glasgow, 1933. március 24. – ?, 1995. december 1.) skót nemzetközi labdarúgó-játékvezető.

## Pályafutása

### Nemzeti kupamérkőzések
Vezetett kupadöntők száma: 1.

#### Skót Kupa
| Időpont        | Helyszín                      | Mérkőzés típusa | Mérkőzés                | Eredmény | Nézők száma |
| -------------- | ----------------------------- | --------------- | ----------------------- | -------- | ----------- |
| 1975. május 3. | Hampden Park Stadion, Glasgow | döntő           | Celtic FC–Airdrieonians | 3 : 1    | 75 457      |

### Nemzetközi játékvezetés
A Skót labdarúgó-szövetség Játékvezető Bizottsága (JB) terjesztette fel nemzetközi játékvezetőnek, a Nemzetközi Labdarúgó-szövetség (FIFA) 1973-tól tartotta nyilván bírói keretében. Több nemzetek közötti válogatott és klubmérkőzést vezetett. A skót nemzetközi játékvezetők rangsorában, a világbajnokság-Európa-bajnokság sorrendjében többedmagával a 12. helyet foglalja el 5 találkozó szolgálatával. Az aktív nemzetközi játékvezetéstől 1982-ben búcsúzott. Válogatott mérkőzéseinek száma: 8.

#### Világbajnokság
A világbajnoki döntőhöz vezető úton Argentínába a XI., az 1978-as labdarúgó-világbajnokságra és Spanyolországba a XII., az 1982-es labdarúgó-világbajnokságra a FIFA JB játékvezetőként alkalmazta.

#### 1978-as labdarúgó-világbajnokság

##### Selejtező mérkőzés
| Időpont           | Helyszín                     | Mérkőzés típusa           | Mérkőzés               | Eredmény | Nézők száma |
| ----------------- | ---------------------------- | ------------------------- | ---------------------- | -------- | ----------- |
| 1976. október 9.  | Vasil Levski Stadion, Szófia | előselejtező (5. csoport) | Bulgária–Franciaország | 2 : 2    | 58 000      |
| 1977. július 3.   | Központi Stadion, Puszan     | AFC/OFC zónadöntő         | Dél-Korea–Irán         | 0 : 0    |             |
| 1977. október 12. | Központi Stadion, Lipcse     | előselejtező (1. csoport) | NDK–Ausztria           | 1 : 1    | 95 000      |

#### 1982-es labdarúgó-világbajnokság

##### Selejtező mérkőzés
| Időpont           | Helyszín                | Mérkőzés típusa           | Mérkőzés           | Eredmény | Nézők száma |
| ----------------- | ----------------------- | ------------------------- | ------------------ | -------- | ----------- |
| 1981. április 28. | Allmend Stadion, Luzern | előselejtező (4. csoport) | Svájc–Magyarország | 2 : 2    | 17 000      |

#### Európa-bajnokság
Az európai-labdarúgó torna döntőjéhez vezető úton Jugoszláviába az V., az 1976-os labdarúgó-Európa-bajnokságra az UEFA JB játékvezetőként foglalkoztatta.
| Időpont         | Helyszín                            | Mérkőzés típusa           | Mérkőzés   | Eredmény | Nézők száma |
| --------------- | ----------------------------------- | ------------------------- | ---------- | -------- | ----------- |
| 1975. június 5. | Laugardalsvöllur Stadion, Reykjavík | előselejtező (7. csoport) | Izland–NDK | 2 : 1    | 13 373      |

#### Brit bajnokság
1882-ben az Egyesült Királyság brit tagállamainak négy szövetség úgy döntött, hogy létrehoznak egy évente megrendezésre kerülő bajnokságot egymás között. Az utolsó bajnoki idényt 1983-ban tartották meg.
| Időpont         | Helyszín                      | Mérkőzés típusa | Mérkőzés              | Eredmény | Nézők száma |
| --------------- | ----------------------------- | --------------- | --------------------- | -------- | ----------- |
| 1979. május 19. | Windsor Park Stadion, Belfast | selejtező       | Észak-Írország–Anglia | 0 : 2    | 35 000      |
| 1980. május 17. | Racecourse Stadion, Wrexham   | selejtező       | Wales–Anglia          | 4 : 1    | 24 386      |

#### Nemzetközi kupamérkőzések
Vezetett kupadöntők száma: 1.

##### UEFA-kupa
| Időpont        | Helyszín                       | Mérkőzés típusa       | Mérkőzés                                  | Eredmény | Nézők száma |
| -------------- | ------------------------------ | --------------------- | ----------------------------------------- | -------- | ----------- |
| 1979. május 9. | Crvena Zvezda Stadion, Belgrád | döntő, első találkozó | FK Crvena zvezda–Borussia Mönchengladbach | 1 : 1    | 87 000      |

## Magyar vonatkozás
| Időpont           | Helyszín                | Mérkőzés típusa              | Mérkőzés           | Eredmény | Nézők száma |
| ----------------- | ----------------------- | ---------------------------- | ------------------ | -------- | ----------- |
| 1981. április 28. | Allmend Stadion, Luzern | felkészülési (554. mérkőzés) | Svájc–Magyarország | 2 – 2    | 24 000      |